# Bleptina tenebrosa
Bleptina tenebrosa là một loài bướm đêm trong họ Noctuidae.